# Astomum neocaledonicum
Astomum neocaledonicum là một loài rêu trong họ Pottiaceae. Loài này được (Thér.) A.L. Andrews mô tả khoa học đầu tiên năm 1924.